# عهدنامه فینکنشتاین

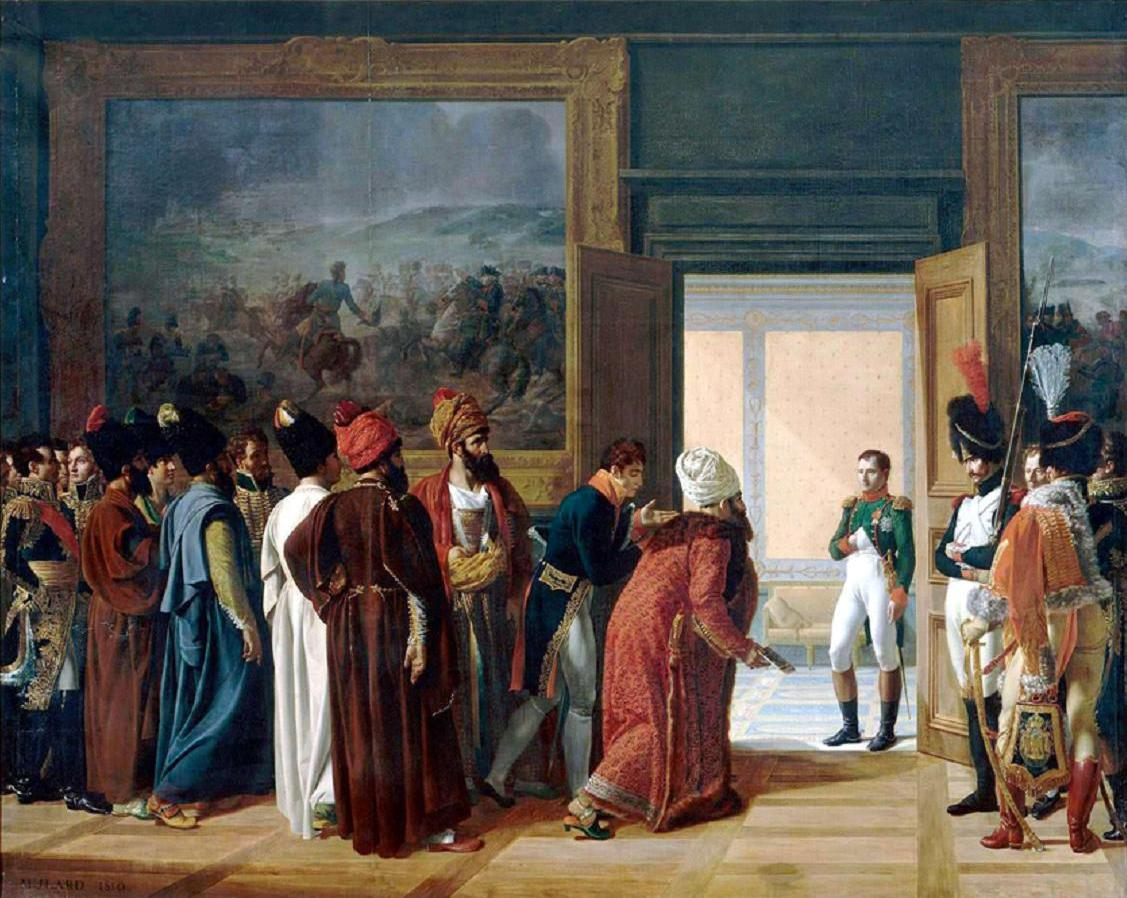
میرزا محمدرضا قزوینی، فرستادهٔ ایرانی، در دیدار با ناپلئون بناپارت در کاخ فینکنشتاین ۲۷ آوریل ۱۸۰۷ م. برابر ۶ اردیبهشت ۱۱۸۶ ه‍.خ مطابق ۱۸ صفر ۱۲۲۲ ه‍. ق

عهدنامه فینکنشتاین (به انگلیسی: Treaty of Finckenstein) قراردادی دفاعی‌ست که میان دولت‌های وقت ایران و فرانسه امضا شد. این پیمان‌نامه در ۱۳ اردیبهشت ۱۱۸۶ ه‍.ش برابر ۴ مهٔ ۱۸۰۷ میلادی و ۲۵ صفر ۱۲۲۲ ه‍.ق در کاخ فینکنشتاین در لهستان امروزی میان نمایندهٔ فتحعلی شاه (میرزا محمدرضا خان قزوینی (بیگلربیگ قزوین)) قاجار و ناپلئون بناپارت منعقد شد. این قرارداد در ۱۶ ماده و با هدف مدرن‌سازی ارتش قاجار بین طرفین به امضا رسیده‌است. عهدنامهٔ فینکنشتاین پس از امضا توسط فتحعلی شاه  قاجار، توسط هیئتی دیپلماتیک به ریاست سرتیپ عسگرخان افشار ارومی به دربار ناپلئون بناپارت ارسال شد.
- ماده سوم- آن که، جناب امپراتور اعظم ادای شهادت نمود که مملکت گرجستان ملک حلال موروثی اعلی‌حضرت پادشاه ایران می‌باشد و حقیقت مطلب بر جناب امپراتور مشخص و معلوم است.

ناپلئون تعهد کرد که در برگرداندن سرزمین گرجستان به ایران و واداشتن روسیه به واگذاری آن‌جا تلاش کند و برای اصلاح و تقویت ارتش ایران اسلحه، توپ، مهندس و معلم به ایران بفرستد. 
از سوی دیگر فتحعلی‌شاه نیز متعهد می‌شود تا به انگلستان اعلام جنگ کند و تمام اتباع بریتانیا را از ایران بیرون کند. به علاوه ایران تعهد می‌کند که افغان‌های رعیت خود را به حمله به هند وادارد و در صورت ارادهٔ ناپلئون به لشکرکشی به هند از راه ایران به آن‌ها اجازهٔ عبور بدهد و بنادر خلیج فارس را در اختیار نیروی دریایی فرانسه قرار دهد.
یک هفته پس از امضا عهد نامه ناپلئون، ژنرال گاردان فرانسوی را مامور به خدمت در ایران کرد که ایجاد اولین کارخانه توپ سازی و ساخت توپ‌های سنگین (قلعه کوب) در شهر اصفهان، از جمله دستاوردهای این قرارداد برای ایران بود. همچنین افسران نظامی همراه ژنرال گاردان در مدت یکسال و دوماه که در ایران اقامت داشتند، سه مرکز تعلیمات  نظامی در تهران، تبریز و اصفهان تاسیس کردند و موفق شدند تعداد چهار هزار سرباز ایرانی را با تعلیمات مدرن نظامی، آموزش دهند.  
با این حال، فرانسه در جنگ دیپلماتیک در ایران شکست خورد و موفق به اجرای هیچ‌یک از مفاد عهدنامه نشد. ناپلئون، امپراتور فرانسه، در پی پیروزی در نبرد فریدلند با روس  ها و بستن  قرارداد تیلسیت عهدشکنی کرد. او با امضای قرارداد تیلسیت با الکساندر اول امپراتور روسیه به هیچ‌کدام از تعهدات قبلی خود در قبال ایران و عثمانی عمل نکرد. انگلستان در ۱۲ مارس ۱۸۰۹، با امضای عهدنامه مجمل و پس از آن در ۱۴ مارس ۱۸۱۲ با امضای عهدنامه مفصل، ایران را وادار به اخراج فرانسوی‌ها از خاک خود کرد.